# Richard Mademann
Richard Mademann (* 25. April 1968 in Langenfeld) ist ein ehemaliger deutscher Fußballspieler.

## Karriere
Mademann spielte von 1987 bis 1990 beim VfB Langenfeld. In der Saison 1987/88 konnte der Abstieg aus der Oberliga Nordrhein knapp vermieden werden, im Folgejahr konnte der Gang in die Viertklassigkeit nicht verhindert werden. Mademann blieb noch ein Jahr. 1990 schloss er sich dem FC Schalke 04 an; bei den Knappen, die in der 2. Bundesliga spielten kam er in seiner ersten Saison auf 27 Einsätze, in denen er ohne Treffer blieb. Trotz zweier Trainerwechsel – in der Hinrunde war Peter Neururer noch der Verantwortliche an der Außenlinie, bevor Klaus Fischer interimsweise die Aufgaben übernahm, ab dem 22. Spieltag lenkte Aleksandar Ristić die Belange – wurde zum Saisonende die Meisterschaft gefeiert. Mit vier Punkten Vorsprung auf den MSV Duisburg setzen sich Mademann und seine Mitspieler Jens Lehmann, Jürgen Welp, Günter Güttler, Michael Prus, Dietmar Schacht, Ingo Anderbrügge, Alexander Borodjuk, Yves Eigenrauch, Egon Flad, Jürgen Luginger, Andreas Müller, Werner Ruthmann, Günter Schlipper, Thorsten Wörsdörfer, Thomas Zechel, Michael Kroninger, Vladimir Liutyi, Radmilo Mihajlović und Peter Sendscheid durch.
In der Saison 1991/92 war Mademanns Stammkraft unter Trainer Ristić, nach einem erneuten Trainerwechsel bei den Schalkern übernahm Udo Lattek das Amt. Unter Lattek kam Mademann nicht mehr zum Zuge. Zur neuen Saison wechselte er ins Saarland zum FC Homburg. Homburg spielte in der 2. Liga, im ersten Jahr wurde der zehnte Platz belegt, im zweiten Jahr folgt als Tabellenvorletzter der Abstieg. Die nächsten sechs Jahre spielte er beim Wuppertaler SV. Nachdem er im Sommer 2002 dort seine Karriere zunächst beendet hatte, verstärkte er in der Hinrunde 2003/04 noch einmal den SV Bergisch Gladbach 09.